# Philosophie pour les enfants
 (juin 2010).
Si vous disposez d'ouvrages ou d'articles de référence ou si vous connaissez des sites web de qualité traitant du thème abordé ici, merci de compléter l'article en donnant les références utiles à sa vérifiabilité et en les liant à la section « Notes et références ».
La philosophie pour les enfants est une pratique éducative reposant sur la sagesse de la foule qui cherche à développer la pensée réflexive, créatrice et critique chez les enfants de tout âge à partir de discussions démocratiques et de manuels narratifs dans le cadre pédagogique d'une communauté de recherche philosophique. Créée telle qu'on la connaît aujourd'hui par Matthew Lipman et Ann Margaret Sharp, elle connaît un développement mondial. Elle constitue maintenant un courant à part entière, à la croisée des sciences de l'éducation, de la philosophie et de la pédagogie.

## Histoire et généralités
La philosophie pour enfants n'est pas une approche plus efficace ou simplifiée de l'enseignement classique, extérieur et frontal de la philosophie. On ne présente pas ici une galerie de philosophes, avec explication de leurs œuvres. Au contraire, la philosophie pour les enfants incarne un nouveau paradigme éducatif qui veut partir de l'expérience et des conceptions des enfants, pour leur apprendre à penser par une pratique où ils sont amenés à découvrir par eux-mêmes divers raisonnements élaborés et ce dans leurs mots. Le but n'est pas de donner aux enfants des réponses toutes faites, prêtes-à-penser, mais de susciter chez eux un questionnement. Il s'agit non pas d'une pédagogie de la réponse, mais d'une pédagogie de la question.
La méthode consiste en une délibération sur une question de portée philosophique à l'aide d'histoires, le cœur de la méthode reposant sur une délibération entre enfants où l'adulte animatrice (institutrice ou intervenante) a un rôle de guide et de facilitatrice. Par la rencontre des points de vue et par la confrontation des argumentations, les enfants font l'expérience de leur pensée, de celle des autres et de la nature de la discussion. Susciter une délibération philosophique, c'est permettre un apprentissage par la pratique de l'échange démocratique.
Matthew Lipman et Ann Margaret Sharp, philosophes et pédagogues américains sont les initiateurs et les cofondateurs de la philosophie pour les enfants depuis une cinquantaine d'années.
Le modèle s'est vu transposé au Québec, où il est appliqué abondamment et fait l'objet de nombreuses productions théoriques et pratiques, en particulier par les chercheurs de l'université Laval, sous l'égide de Michel Sasseville, ou à l'Université de Montréal avec Natalie Fletcher. De nombreux autres pays font aussi partie de l'IAPC (Institute for the Advancement of Philosophy for Children (de)) de Lipman et de Sharp, et mettent en place des structures sur ce modèle.
En 1999, à la suite d'une rencontre internationale d'experts qu'elle a organisée sur le sujet, l'UNESCO a produit un rapport recommandant l'introduction généralisée de la pratique de la philosophie dès la pré-maternelle. La philosophie pour enfants y est reconnu comme une éducation à la paix et à la non-violence.
En 2016 est créée la première Chaire Unesco dédiée à cette pratique : Pratiques de la philosophie avec les enfants : une base éducative pour le dialogue interculturel et la transformation sociale. Cette chaire est portée par l'Université de Nantes (France). Sa titulaire est Edwige Chirouter, professeure des Universités et spécialiste du lien entre la philosophie avec les enfants et la littérature de jeunesse. La Chaire Unesco permet de coordonner un réseau international de chercheur.es et de praticien.nes, de développer les formations (dont un Diplôme Universitaire) et la valorisation auprès du grand public. La Chaire Unesco a permis que la philosophie avec les enfants soit préconisée par l'ONU pour les système d'éducation à l'horizon 2030.

### Des questions et des images pour inciter à la conversation
Les questions de base utilisées pour philosopher avec les enfants (« Qu'est-ce que l'amitié ? », « Les animaux ont-ils des sentiments ? »,  « Qu'est-ce que le bonheur ? ») revêtent une importance primordiale. L'expert allemand en pédagogie Michael Siegmund recommande de poser aux enfants une question philosophique accompagnée d'une image suggestive. L'image et la question forment ensemble l'entrée en matière pour philosopher. Pour ce faire sont notamment utilisés des paysages naturels, des images d'animaux et de personnes, certaines situations sociales ou des représentations imaginaires. Cette méthode double peut déjà être utilisée dans les crèches pour les enfants à partir de 4 ans, de même qu'à l'école ou en famille.

### Des histoires pour inciter à la conversation
Outre les images, les histoires peuvent également amener à philosopher avec les enfants. Une histoire offre l'occasion de se livrer à des conversations philosophiques avec les enfants. Les adultes peuvent aussi poser des questions philosophiques aux enfants en cours de lecture. L'histoire assortie de questions pertinentes peut inspirer les enfants et stimuler leur créativité et leur imagination. Les adultes ont la possibilité soit de compléter eux-mêmes les histoires « classiques » et les contes de fées par des questions philosophiques, soit d'utiliser des livres spécialement conçus pour philosopher avec les enfants. Michael Siegmund recommande des histoires mettant en scène des animaux et posant des questions adaptées aux enfants. Les thèmes possibles sont la pauvreté et la richesse, l'amitié et la famille, le bonheur, la liberté, la pollution de l'environnement, la justice et bien d'autres thèmes encore.

## La méthode Lipman
Tout d’abord professeur de logique à l’université, il est le premier à tenter une initiation des enfants à la pensée logique et rationnelle à travers une histoire textuelle destinée à amorcer la réflexion (roman de philosophie pour enfant, tel La découverte de Harry Stottlemeier), vient ensuite la transformation d’un groupe d’enfants en une communauté de recherche active où l’on discute et réfléchit ensemble sur les questions induites par l’histoire en question (créer un groupe de recherche coopératif avec un fonctionnement démocratique). Puis la séance se termine par des exercices appropriés relatifs aux épisodes de l’histoire qui ont motivé le débat d’idées. Exercices qui sont destinés à apporter des notions philosophiques que les enfants seront prêts à recevoir (Guide pédagogique).
Le tout est géré et suivi par un enseignant-animateur dont le rôle n’est pas de transmettre du savoir aux moins instruits mais bien plutôt d’accompagner la communauté et chacun des enfants dans leurs réflexions, à la manière d’un Socrate de groupe.
Tous les éléments de la méthode fonctionnent ensemble et se répondent les uns aux autres ; ils contribuent tous ensemble à créer une culture scolaire nouvelle porteuse des valeurs de liberté et de démocratie.
Une séance se déroule de la façon suivante :
- lecture à voix haute, de préférence par les élèves, chacun à son tour, de passages d’un roman philosophique adapté à leur niveau ;
- relevé par le groupe des passages marquants (chacun peut s'exprimer) et s'ensuit une « cueillette » des questions ;
- discussion autour de l'un ou de plusieurs thèmes qu'ils ont choisi d'investiguer, en favorisant l’argumentation et la reformulation, le tout avec les valeurs démocratiques d’écoute et de tolérance ;
- après la discussion, voire pendant celle-ci, l’animateur peut proposer aux enfants à des exercices issus du Guide pédagogique afin de renforcer les amorces générées par le débat démocratico-philosophique.

### Les romans philosophiques de Lipman
Les romans philosophiques sont conçus comme des « manuels narratifs » qui présentent des réflexions dynamiques et vivantes sous la forme d’histoires adaptées au niveau et aux goûts des enfants. Le but est de conserver et de susciter l’intérêt des enfants, qui seul est capable de les amener à une participation active et volontaire. Les histoires ont ce pouvoir d’étonnement. Les manuels narratifs s’opposent donc aux manuels scolaires classiques qui présentent la science déjà achevée et prête à être apprise, et qui rejette tout rapport avec des récits adaptés aux enfants sous le prétexte que ce ne sont que des histoires imaginées, et qui ne sont donc pas scientifiquement valables.
Ces romans servent de modèle, dans le sens où ils présentent des enfants en train de chercher, de se poser des questions. Les élèves des classes forment eux aussi une communauté de recherche, destinée à réfléchir à partir des problèmes posés dans le roman. Les romans servent de déclencheurs du questionnement.
Il existe plusieurs romans, chacun abordant des problèmes adaptés au niveau de chaque âge.

### Présupposés théoriques
La méthode de Lipman repose sur les présupposés suivants : 
- le développement et l’émulation de la pensée réflexive est bon pour les individus de tout âge, et a fortiori pour les enfants (dont l’ouverture d’esprit n’a pas encore été « abîmée ») ;
- l’enfant est par nature un penseur qui a des théories (plus ou moins naïves) ;
- toute éducation doit partir de l’enfant, de sa subjectivité, pour l’amener ensuite à développer sa pensée, en découvrant, par la pratique, les joies de la logique et de la recherche scientifique ;
- l’activité intersubjective du dialogue est un facteur déterminant qui permet de remettre en question ses pensées et de les confronter aux autres afin d’en éprouver la validité et qui de ce fait permet d’instaurer une pratique de la démocratie ;
- l’enfant est capable de devenir un chercheur répondant aux critères de la rationalité scientifique, et que cela est loin d’être une coquetterie : il faut que les enfants découvrent, comprennent et utilisent les processus d’élaboration du savoir car ainsi ils développent leurs habiletés cognitives et ils apprennent mieux en classe, sinon on continue de les enfermer dans un système qui donne l’illusion que les connaissances sont des vérités éternelles qu’on ne peut remettre en question, et que le savoir consiste à apprendre « par cœur » de telles vérités.

## La philosophie pour les enfants en France
En France, même si la méthode Lipman est une influence revendiquée, chacun s'en est inspiré librement pour alimenter ses propres théories et pratiques pédagogiques. Les recherches se sont multipliées ces dix dernières années dans le domaine de la didactique de l’apprentissage du philosopher. Les didacticiens se penchent en particulier sur les modalités concrètes de mise en œuvre de cet apprentissage avec des enfants.

Plusieurs équipes de recherche francophones ont apporté de nouvelles perspectives, entre autres : à l’Université de Montpellier, autour de Michel Tozzi, et le groupe AGSAS Jacques Lévine comme artisan principal. Tout comme la méthode Lipman, ces courants s’accordent pour proposer une pratique de la philosophie par l’intermédiaire de la discussion, à la différence de la pratique de la philosophie au lycée et à l'université qui s’effectue au travers des textes et des grands auteurs. Chiara Pastorini, en combinent la discussion à visée philosophique avec des pratiques artistiques propose une méthode holistique. Celle-ci, contrairement aux approches plus classiques, considère l’enfant dans sa globalité (esprit rationnel et corps perceptif).
La pratique de la discussion philosophique à l'école s'effectue aujourd'hui selon une grande variété de dispositifs, qui divergent sensiblement sur les rôles du maître et des élèves ou sur le temps consacré à la discussion par exemple.
Par ailleurs, des chercheurs comme Emmanuèle Auriac-Slusarczyk ou Edwige Chirouter  (qui est titulaire de la Chaire UNESCO sur la philosophie avec les enfants) contribuent activement en apportant de nouvelles contributions dans des domaines de psycholinguistique, sciences du langage, sciences de l'éducation ou didactique.
François Galichet a publié l'ouvrage, Philosopher à tout âge (Vrin 2019) et a introduit un nouveau paradigme important dans la philosophie pour enfants : celui de la compétence interprétative, s'ajoutant aux trois compétences traditionnelles (conceptualiser, problématiser, argumenter),.

### La discussion à caractère démocratique
La particularité de ce dispositif réside dans le fait que les élèves sont gérants de leur propre parole. Ce modèle a pour origine les travaux d’Alain Delsol, dont s’inspire le courant de Michel Tozzi, qui préconisaient de donner des responsabilités aux enfants pendant le débat. Ainsi, quatre rôles principaux peuvent être tenus :

- le président de séance : il n’intervient pas sur le fond du débat, son rôle consiste à en gérer la bonne tenue. Il est chargé de répartir démocratiquement la parole dans le groupe, selon des règles explicites. Il veille au calme, à l’écoute et au respect mutuel : il convient pour cela que personne ne se coupe la parole, n’applaudisse ou ne se moque.
- l’animateur : il est chargé de rappeler les règles de la discussion si nécessaire (chacun son tour, tout le monde a droit à la parole, celui qui n’a pas encore parlé est prioritaire). L’animateur a la charge délicate de faire émerger les enjeux de la question en présentant en quoi elle mérite réflexion, ce qui se rapproche d’une problématisation. Il est également responsable de la qualité de l’argumentation, pour cela il peut interpeller les participants en demandant de justifier une position, de préciser une affirmation ou bien de répondre à un point de vue divergent qui se serait exprimé.
- le reformulateur : son rôle est de construire du sens dans un débat qui peut avoir tendance à partir dans plusieurs directions. Le reformulateur met ainsi en relation les interventions entre elles, pour montrer en quoi elles se répondent, se contredisent ou se complètent. Il crée aussi du lien entre le contenu des interventions et la question posée, dans l’objectif de permettre une progression des idées.
- le synthétiseur : son rôle consiste à faire le point sur l’évolution du débat. Il n’intervient donc pas dans la discussion afin de pouvoir écouter tous les participants et de garder une trace de leur pensée. La restitution des propos échangés peut être simple, en se contentant de répéter ce qui a été dit dans l’ordre chronologique. Elle peut cependant être très complexe, le synthétiseur ne retenant que l’essentiel par rapport au thème de départ.

Ces rôles, qui ne sont bien sûr pas tous indispensables, peuvent être tenus par plusieurs personnes à la fois afin de faciliter la tâche. Du fait de leur complexité, ils sont à expérimenter progressivement. C’est d’abord le maître qui endosse les rôles, avant de déléguer ses fonctions au fur et à mesure aux élèves, en prenant soin d’expliquer les prérogatives de chacun. Dans le débat, les discutants peuvent être accompagnés par des observants. La discussion est suivie d’une analyse a posteriori, qui laisse un espace de parole aux observants pour pouvoir exprimer ce qu’ils ont constaté.

### L'atelier de groupe
Dans cette méthode développée par Anne Lalanne, les enfants apprennent à philosopher, par l’intermédiaire de l’adulte, selon trois directions : la technique du débat, les valeurs démocratiques (droits égaux vis-à-vis de la parole, respect des autres participants…) et les exigences intellectuelles de la philosophie (la conceptualisation, la problématisation et l’argumentation). L’adulte est garant du respect des règles de fonctionnement du débat, qui sont connues de tous. Il organise le débat en posant des questions et en assurant la répartition de la parole. Il permet au groupe de progresser dans la réflexion en reformulant les idées et en retraçant le cheminement conceptuel du débat.
Dans l’histoire de la philosophie, ce type de débat reprend le principe de la maïeutique qui désigne la méthode par laquelle Socrate disait « accoucher » les esprits des pensées qu’ils contiennent, sans le savoir.

### L'atelier philo
Ce dispositif, autrement appelé le protocole « Je est un autre », a été pensé par Jacques Lévine et son groupe de recherche sur la base des avancées de la psychanalyse. L’atelier philo est le protocole dans lequel le guidage de l’adulte est le moins marqué. Par le débat d’idées avec l’autre, les élèves sont amenés à découvrir les concepts et leur propre pensée.
Au démarrage de l’atelier, l’adulte donne une seule question. Les enfants échangent ensuite entre eux, pendant une dizaine de minutes, tandis que l’adulte reste silencieux. Cet échange est filmé ou, à défaut, enregistré. La classe écoute ou visionne l’enregistrement immédiatement après et peut ainsi revivre le déroulement du débat. Suivent dix minutes de discussion, au cours de laquelle l’enseignant accompagne les réactions du groupe.

### L’atelier philo-art
En s’inspirant des travaux de Mathew Lipman, John Dewey, Maria Montessori, et François Galichet, Chiara Pastorini théorise une approche où le geste créatif du corps joue un rôle important dans l’émergence de la pensée et du questionnement. Cette méthode vise donc à réhabiliter la fonction du corps perceptif dans le processus réflexif de la pensée.
Ici il s’agit d’utiliser l’art (dessin, peinture, expression corporelle, musique, etc.) comme un outil de recherche philosophique où les enfants sont acteurs, et non comme un support inducteur de la discussion (ex. une image ou un poème) ni comme  illustration de la pensée (ex. dessin à partir d’une discussion philosophique).

### Les goûters philo
Cette expérience est déclinée dans une série créée en 2001 aux éditions Milan et dirigée par Michel Puech, professeur de philosophie à la Sorbonne et Brigitte Labbé, alors mère d’une petite fille de 7 ans, passionnée de philosophie s'est rendu compte que les questions que les enfants se posent sont souvent celles débattues dans les amphithéâtres. Les deux « proposent de faire le tour d’une problématique philosophique par le biais à la fois d’une réflexion générale et de petites anecdotes, souvent très pragmatiques, pour illustrer le propos ». Ces livres, certains existant aussi en CD audio, incitent les enfants à réfléchir sur de grands thèmes sur lesquels ils s’interrogent.
Le principe est le suivant : il y a à boire et à manger, les élèves sont assis par terre en cercle, ils s’installent comme ils veulent et parlent ainsi plus librement. Il est conseillé de ne pas être plus de 10 personnes pour assurer la bonne tenue du débat. Soit tout le monde s’est mis d’accord pour parler d’un sujet précis, soit quelqu’un est chargé de proposer plusieurs sujets. Dans ce cas, chacun réfléchit pour décider quel sujet il préfère, puis chacun vote pour le sujet qu’il a choisi. Le sujet qui recueille le plus de voix devient le sujet du débat. La durée totale est d’environ une heure.

## Remises en question pédagogiques et politiques
En pédagogie de la philosophie, on considère généralement que l'enseignement de la philosophie passe nécessairement par l'étude de texte de philosophes. Ce que le professeur cherche à faire est de rendre l'accès aux textes philosophiques (parfois forts ardus) plus faciles à ses élèves. Or, dans l'approche de la philosophie pour les enfants, même s'il y a un passage par le texte (lecture partagée des romans de Lipman par exemple), ce n'est pas la même chose que d'essayer d'enseigner à lire des textes de philosophes. La question de fond est ici de savoir si pour enseigner à philosopher, il faut nécessairement enseigner une culture philosophique (grands auteurs, ouvrages majeurs, confrontations avec leurs textes et appropriations de leurs concepts) ou non.
La philosophie pour les enfants ferait donc poindre à l’horizon en France une profonde et totale reconsidération de l’enseignement de la philosophie dans le cursus scolaire, mais aussi dans l’opinion générale. La philosophie pour les enfants et sa popularité croissante reposerait la question des présupposés de l’enseignement de la philosophie : les arguments de « philosophie comme couronnement des études », ou de maturité intellectuelle nécessaire tomberaient à l’eau, entraînant avec eux un certain establishment de la philosophie.
Mais la remise en question prétendument brûlante qu’apporterait la philosophie pour les enfants ne se limiterait pas qu’à l’enseignement de la philosophie en France, elle s’étendrait à toute l’éducation en Occident et réinterrogerait (comme bien des modèles éducatifs progressistes l’auraient fait dans l’histoire) ses fondements et ses justifications. Elle représenterait une énième remise en question de poids dans la mesure où elle s’incarnerait dans une pratique aux résultats encourageants.

### Audiovisuel
- Le film Ce n'est qu'un début, de Jean-Pierre Pozzi et Pierre Barougier, sorti le 17 novembre 2010 : dans une école maternelle de la région parisienne, des enfants de 3/4 ans ont pratiqué des ateliers à visée philosophique pendant 2 années.
- Mily Miss Questions, série animée de 78 épisodes en diffusion sur France 5 dans Zouzous.
- C'est quoi l'idée ?, série animée de 52 épisodes en diffusion aussi sur France 5 dans Zouzous.

### Collections / éditions de philosophie pour enfants
- coll. « Oskar Philo » chez Oskar Éditeur
- coll. « Philo ado » chez Rue de L'Echiquier
- Éditions « Pourpenser» - 2-14 ans
- coll. « Goûters Philo » chez Milan
- coll. « Philozenfants » chez Nathan
- coll. « Chouette ! Penser » chez Gallimard jeunesse / Giboulées
- coll. « Philosopher ? » aux Éditions le Pommier
- c0ll. « La traversée » Presses de l'Université Laval
- coll. « Zen » Mon premier livre de philo 2016 .Dominique et compagnie
- coll. « Les petites Lumières » chez Flammarion Jeunesse
- coll. « Qu’en penses-tu ? » chez Hachette
- coll. « Mon atelier philo » chez Mango
- coll. « Questions de philo » chez Mango
- coll. « Philo et Citoyenneté » chez L’initiale